# Green Bay Packers 2010
La stagione 2010 dei Green Bay Packers è stata la 89ª della franchigia nella National Football League. Anche se conclusero con un rispettabile record di 10-6, secondi nella NFC North, i Packers non persero mai per più di quattro punti e non furono mai in svantaggio per più di sette nell'intera stagione, la prima squadra dalla fusione AFL-NFL a fare ciò. Tutte le sei sconfitte della stagione regolare avvennero per un punteggio complessivo di 20 punti. La squadra arrivò ai playoff con il sesto record della NFC. Dopo avere battuto i Philadelphia Eagles 21–16 nel turno delle wild card, gli Atlanta Falcons 48–21 nel divisional round e i rivali dei Chicago Bears 21–14 nella finale della NFC, la squadra si qualificò per il Super Bowl XLV dove batté i Pittsburgh Steelers per 31–25 vincendo il suo quarto Super Bowl e il 13º titolo complessivo. I Packers divennero così la seconda squadra dopo gli Steelers del 2005 e la prima della NFC a vincere il Super Bowl con il sesto record della conference. Inoltre divennero la seconda squadra della NFC a vincere tre gare di playoff in trasferta.

## Roster
| Roster dei Green Bay Packers nel 2010 |
| --- |
| Quarterback - 10 Matt Flynn - 6 Graham Harrell - 12 Aaron Rodgers Running Back - 35 Korey Hall FB - 32 Brandon Jackson - 45 Quinn Johnson FB - 30 John Kuhn FB - 23 Dimitri Nance - 44 James Starks Wide Receiver - 80 Donald Driver - 85 Greg Jennings - 89 James Jones - 87 Jordy Nelson - 16 Brett Swain Tight End - 83 Tom Crabtree - 86 Donald Lee - 81 Andrew Quarless Offensive Linemen - 75 Bryan Bulaga T - 76 Chad Clifton T - 73 Daryn Colledge G - 62 Evan Dietrich-Smith C - 70 T.J. Lang T - 67 Nick McDonald C - 71 Josh Sitton G - 72 Jason Spitz G - 63 Scott Wells C Defensive Linemen - 95 Howard Green NT - 77 Cullen Jenkins DE - 79 Ryan Pickett DE - 90 B.J. Raji NT - 98 C.J. Wilson DE - 94 Jarius Wynn DE Linebacker - 55 Desmond Bishop ILB - 53 Diyral Briggs OLB - 49 Robert Francois ILB - 50 A.J. Hawk ILB - 52 Clay Matthews III OLB - 93 Erik Walden OLB - 57 Matt Wilhelm ILB - 58 Frank Zombo OLB Defensive Back - 20 Atari Bigby SS - 24 Jarrett Bush CB - 36 Nick Collins FS - 40 Josh Gordy CB - 22 Pat Lee CB - 26 Charlie Peprah SS - 37 Sam Shields CB - 28 Brandon Underwood CB - 38 Tramon Williams CB - 21 Charles Woodson CB Special Team - 2 Mason Crosby K - 61 Brett Goode LS - 8 Tim Masthay P Lista delle riserve - 56 Nick Barnett ILB (IR) - 26 Josh Bell CB (IR) - 42 Morgan Burnett SS (IR) - 54 Brandon Chillar ILB (IR) - 88 Jermichael Finley TE (IR) - 25 Ryan Grant RB (IR) - 91 Justin Harrell DE (IR) - 41 Spencer Havner TE (IR) - 97 Johnny Jolly DE (Sospeso) - 59 Brad Jones OLB (IR) - 29 Derrick Martin FS (IR) - 97 Aleric Mullins NT (Did Not Report) - 96 Mike Neal DE (IR) - 74 Marshall Newhouse T (IR) - 51 Brady Poppinga OLB (IR) - 27 Anthony Smith FS (IR) - 65 Mark Tauscher OT (IR) Squadra di allenamento - 64 Adrian Battles G - 69 Chris Campbell OT - 43 Michael Greco SS - 48 Cardia Jackson ILB - 34 Anthony Levine FS (Practice squad/Injured) - 17 Antonio Robinson WR - 68 Jay Ross NT - 11 Chastin West WR - 60 Curtis Young OLB |
| Legenda - I rookie sono in corsivo. - Il primo ruolo è il principale mentre gli eventuali successivi indicano i ruoli secondari. - (IR) sta per Injured Reserve ed indica la lista ristretta per un solo giocatore infortunato che può tornare ad allenarsi dopo la settimana 6 e a rientrare in prima squadra dopo che questa ha giocato 8 partite. - (NF-Inj.) / (NF-Ill.) stanno rispettivamente per Non-Football Injured e Non-Football Illness ed indicano le liste dove viene inserito un giocatore che ha un infortunio o una malattia non dipendente dal football americano. - (PUP) sta per Physically Unable to Perform ed indica la lista dove viene inserito un giocatore mentre è in attesa di recuperare la condizione fisica. Nella stagione regolare dopo la sesta partita giocata dalla propria squadra, il giocatore ha tempo tre settimane per riprendere ad allenarsi, più tre settimane aggiuntive dal suo rientro agli allenamenti per rientrare in prima squadra. |

## Calendario
| Stagione regolare |                    |                         |                    |                    |                         |                    |                    |                    |
| Turno             | Data               | Avversario              | Risultato          | Record             | Stadio                  | Sintesi            |                    |                    |
| 1                 | 12 settembre       | at Philadelphia Eagles  | V 27–20            | 1–0                | Lincoln Financial Field | Recap              |                    |                    |
| 2                 | 19 settembre       | Buffalo Bills           | V 34–7             | 2–0                | Lambeau Field           | Recap              |                    |                    |
| 3                 | 27 settembre       | at Chicago Bears        | S 17–20            | 2–1                | Soldier Field           | Recap              |                    |                    |
| 4                 | 3 ottobre          | Detroit Lions           | V 28–26            | 3–1                | Lambeau Field           | Recap              |                    |                    |
| 5                 | 10 ottobre         | at Washington Redskins  | S 13–16 (DTS)      | 3–2                | FedExField              | Recap              |                    |                    |
| 6                 | 17 ottobre         | Miami Dolphins          | S 20–23 (DTS)      | 3–3                | Lambeau Field           | Recap              |                    |                    |
| 7                 | 24 ottobre         | Minnesota Vikings       | V 28–24            | 4–3                | Lambeau Field           | Recap              |                    |                    |
| 8                 | 31 ottobre         | at New York Jets        | V 9–0              | 5–3                | New Meadowlands Stadium | Recap              |                    |                    |
| 9                 | 7 novembre         | Dallas Cowboys          | V 45–7             | 6–3                | Lambeau Field           | Recap              |                    |                    |
| 10                | Settimana di pausa | Settimana di pausa      | Settimana di pausa | Settimana di pausa | Settimana di pausa      | Settimana di pausa | Settimana di pausa | Settimana di pausa |
| 11                | 21 novembre        | at Minnesota Vikings    | V 31–3             | 7–3                | Mall of America Field   | Recap              |                    |                    |
| 12                | 28 novembre        | at Atlanta Falcons      | S 17–20            | 7–4                | Georgia Dome            | Recap              |                    |                    |
| 13                | 5 dicembre         | San Francisco 49ers     | V 34–16            | 8–4                | Lambeau Field           | Recap              |                    |                    |
| 14                | 12 dicembre        | at Detroit Lions        | S 3–7              | 8–5                | Ford Field              | Recap              |                    |                    |
| 15                | 19 dicembre        | at New England Patriots | S 27–31            | 8–6                | Gillette Stadium        | Recap              |                    |                    |
| 16                | 26 dicembre        | New York Giants         | V 45–17            | 9–6                | Lambeau Field           | Recap              |                    |                    |
| 17                | 2 gennaio          | Chicago Bears           | V 10–3             | 10–6               | Lambeau Field           | Recap              |                    |                    |

Note: gli avversari della propria division sono in grassetto.

### Playoff
| Playoff          |            |                        |           |        |                         |         |
| Turno            | Data       | Avversario             | Risultato | Record | Stadio                  | Sintesi |
| NFC Wild Card    | 9 gennaio  | at Philadelphia Eagles | V 21–16   | 1–0    | Lincoln Financial Field | Recap   |
| NFC Divisional   | 15 gennaio | at Atlanta Falcons     | V 48–21   | 2–0    | Georgia Dome            | Recap   |
| NFC Championship | 23 gennaio | at Chicago Bears       | V 21–14   | 3–0    | Soldier Field           | Recap   |
| Super Bowl XLV   | 6 febbraio | Pittsburgh Steelers    | V 31–25   | 4–0    | Cowboys Stadium         | Recap   |

## Classifiche
| NFC North             |    |    |   |      |     |      |     |     |     |
|                       | V  | S  | P | %    | DIV | CONF | PF  | PS  | STR |
| (2) Chicago Bears     | 11 | 5  | 0 | .688 | 5–1 | 8–4  | 334 | 286 | S1  |
| (6) Green Bay Packers | 10 | 6  | 0 | .625 | 4–2 | 8–4  | 388 | 240 | V2  |
| Detroit Lions         | 6  | 10 | 0 | .375 | 2–4 | 5–7  | 362 | 369 | V4  |
| Minnesota Vikings     | 6  | 10 | 0 | .375 | 1–5 | 5–7  | 281 | 348 | S1  |